# Попович Олександр Юрійович
Попович Олександр Юрійович (14 квітня 1973, Ужгород — 3 листопада 2015, Ужгород) — український журналіст.

## Життєпис
Народився в Ужгороді на Закарпатті, навчався в середніх школах Перечина та Ужгорода. Жив у Перечині з народження до 1984 року, а з 1985-го — в Ужгороді. З першого класу мріяв стати журналістом.
1990—1995 — навчався в Ужгородському університеті на факультеті української філології за спеціальністю «Українська мова та література».

### Робота
З вересня 1995 року починає працювати в обласній газеті «Ріо-інформ».
Одним із перших його репортажів стала публікація про діяльність приватного парашутного клубу «Україна» (Київ), який приїхав до Ужгорода. Працюючи над матеріалом, Олександр здійснив ще одну мрію — стрибнув з парашутом з гелікоптера МІ-8. Другий стрибок молодого журналіста був невдалим, він травмувався, порвавши зв'язки на стопі і більше не стрибав.
Олександр стояв біля витоків багатьох обласних газет («Ріо-інформ», «Фест»), з 1996 року — член Спілки журналістів України, був журналістом ранкового та нічного ефірів молодої радіостанції 107.2 FM. Радійний досвід допоміг йому в роботі позаштатним кореспондентом BBC Україна та BBC World Service (з 2001 року).
Писав матеріали для газети «Неділя», співпрацював з багатьма закарпатськими та українськими ЗМІ, був співавтором спецпроєкті газети «Топ-100. Впливові люди Закарпаття».

### Захоплення
Олександр був причетний до багатьох творчих та мистецьких проєктів Ужгорода та області (провулок «Гірчичне зерно», фестиваль «Берег-фест» (Берегове), співпраця зі скульптором Михайлом Колодко, благодійний проєкт «Підвішена кава» тощо). Захоплення Олександра часто ставали інформаційним приводом для колег-журналістів: розведення велетенських равликів ахатін (Achatina fulica), подорожі автостопом, знайомство та запрошення в Ужгород відомого мандрівника Антона Кротова, настільні ігри, колекціонування тощо.
Завдяки Олександру в Ужгороді 2004 року з'явилася спортивна гра петанк, було створено Перший закарпатський петанк-клуб та Ужгородський петанк-клуб. Гра набула популярності на Закарпатті, клуби діють в Мукачеві, в с. Червоне Ужгородського району). Спортсмени щороку їздять на міжнародні турніри з петанку, а 2017 року команда ужгородських петанкістів та киянка уперше взяла участь у Чемпіонаті світу з петанку в Китаї як українська команда.

### Останні роки
Два роки боровся із онкологічним захворюванням, продовжуючи писати статті. Похований 6 листопада 2015-го в рідному Ужгороді.

## Інше
2006 року Олександр здійснив ще одну мрію — познайомився з улюбленим письменником дитинства Владиславом Крапівіним. Познайомившись з літредактором письменника Костянтином Грішиним, Олександр став модератором групи прихильників творчості Крапівіна у Живому журналі «Голубятня на желтой поляне», був учасником як журналіст 2011 року однієї з найбільш знакових зустрічей письменників-фантастів «РосКон».
Був агностиком, володів англійською мовою. За документами Олександр народився у селі Заріччя, таким чином батько Юрій зробив патріотичний крок у бік рідної Іршавщини.
Захоплювався геральдикою. Вивчення історії власного роду, символізм та спадковість поколінь привели його до знайомства з Михайлом Медвєдєвим, співзасновником та головою Гільдії геральдичних художників. Олександр згодом створив герби для кількох закарпатських родин та установ, а згодом був прийнятий у Гільдію.

## Сім'я
1997 року одружився з Зоряною Попович, також журналісткою, разом виховували сина Остапа, 1998 р.н.

### Статті Поповича
- Як зустрічають Героїв. Фоторепортаж зі сльозами і кількома питаннями
- Закарпаття: фестиваль чи не в кожному селі
- Це не Вуді схожий на Санту. Це Санта схожий на Вуді
- Місяць Москаля на Закарпатті
- Угорці в Україні: про що говорив прем'єр Орбан
- Закарпаття передвиборче: брати Балоги і агітація крейдою
- Дерев'яні храми — візитівка Закарпаття
- Русинському «сепаратисту» дали три роки умовно